# 塚越健司
塚越 健司（つかごし けんじ、1984年6月- ）は、日本の社会学者。専攻は情報社会学・社会哲学。城西大学助教。研究対象はミシェル・フーコーやウィキリークス、ハッカー文化など、ネット社会の諸現象に及ぶ。

## 来歴・人物
東京都生まれ。東京都立北園高等学校、東京経済大学経済学部卒業。2009年一橋大学大学院社会学研究科修士課程修了、2014年同博士課程単位取得退学。大河内泰樹ゼミ出身。
専修大学兼任講師、学習院大学非常勤講師、拓殖大学非常勤講師等を経て、2023年4月より城西大学助教。2016年から中央大学社会科学研究所客員研究員。2019年からScreenless Media Lab.リサーチフェロー。大学院在学中から宮台真司に師事。2025年に開学したZEN大学においては知能情報社会学部の客員講師を兼任していた。日仏哲学会、情報社会学会、情報通信学会会員。

## 著書

### 単著
- 『ハクティビズムとは何か―ハッカーと社会運動』、ソフトバンク新書、2012年。
- 『ニュースで読み解くネット社会の歩き方』、出版芸術社、2019年。

### 共著
- 『本当にわかる社会学』、日本実業出版社、2010年。
- 『日本人が知らないウィキリークス』、洋泉社、2011年。
- 『サイバー犯罪とデジタル鑑識の最前線』、洋泉社ムック、2011年。

### 共編著
- 『統治を創造する―新しい公共/オープンガバメント/リーク社会』、春秋社、2011年。

### 共訳著
- 『アメコミヒーローの倫理学 10人のスーパーヒーローによる世界を救う10の方法』、パルコ、2019年。

## 論文
- 「リーク願望を吸い上げる装置--ウィキリークスとリーク社会」、『ユリイカ』青土社、2011年2月。
- 「ハックティヴィズムとクラックティヴィズムの概念的差異に関する考察―アノニマスを事例に」、『情報社会学会誌』Vol7.No.1、2012年5月。
- 塚越健司「フーコーにおけるパレーシアと預言者の真理陳述 : 古代社会における批判的言説の類型とその意義」『専修人間科学論集. 社会学篇』第4巻、専修大学人間科学学会、2014年3月、89-99頁、doi:10.34360/00010526、ISSN 2186-3156、NAID 120006786073。
- 「ウィキリークスとジャーナリズム」、遠藤薫編『間メディア社会の〈ジャーナリズム〉』東京電機大学出版局、2014年10月。
- 「情報社会とハクティビズム 環境管理型権力を利用するハッカー」、東浩紀監修『角川インターネット講座(12)開かれる国家 境界なき時代の法と政治』、角川学芸出版、2015年6月。
- 「ソーシャルメディアとイスラム過激派―過激派による勧誘戦略の変遷」、遠藤薫編『ソーシャルメディアと<世論>形成―間メディアが世界を揺るがす』東京電機大学出版局、2016年9月。

## 出演番組

### 出演中
- 『荻上チキ・Session』（TBSラジオ、「Screenless Media Lab. ウィークリー・リポート」金曜）
- 『アシタノカレッジ』（TBSラジオ、「Mentor’s Voice」準レギュラー、木曜）
- 『文化系トークラジオ Life』（TBSラジオ、準レギュラー、2012年2月 - ）

### 過去
- 『荒川強啓 デイ・キャッチ!』（TBSラジオ、「ニュースクリップ」火曜レギュラー、2014年3月 - 2019年3月）
- 『The News Masters TOKYO』（文化放送、2017年4月 - 2019年3月 ）
- 『世界へ発信!SNS英語術』（NHK Eテレ、解説者、2018年3月 - 2018年3月）